# Ryan Merriman
Ryan Earl Merriman (ur. 10 kwietnia 1983 w Choctaw) – amerykański aktor. Zdobywca sześciu statuetek Young Artist Award, ośmiokrotnie nominowany do tej nagrody. Zadebiutował rolami w miejskich reklamach telewizyjnych, kiedy miał siedem lat.

## Wczesne lata
Urodził się w Choctaw, w stanie Oklahoma jako syn Nonalyn i Earla Merrimanów. Wychowywał się z siostrą Monicą. Kiedy miał siedem lat zaczął grać w miejskich reklamach telewizyjnych i lokalnym teatrze Stage Struck Studios w Oklahomie.

## Życie prywatne
25 czerwca 2004 ożenił się z Micol Duncan. W sierpniu 2011 doszło do rozwodu. 1 stycznia 2013 oświadczył się Kristen McMullen, którą poślubił 5 września 2014.

## Filmografia
- 1998: Serce rodziny (Everything That Rises, TV) jako Nathan Clay
- 1999: Just Looking jako Lenny
- 1999: Lansky (TV) jako młody Meyer Lansky
- 1999: Głębia oceanu (The Deep End of the Ocean) jako Sam Karras/Ben Cappadora
- 1999: Inteligentny dom (Smart House, TV) jako Benjamin „Ben” Cooper
- 1999: Trudny powrót (Night Ride Home, TV) jako Justin
- 2000: Projekt Merkury (Rocket’s Red Glare, TV) jako Todd Baker
- 2001: Irlandzkie szczęście (The Luck of the Irish, TV) jako Kyle Johnson
- 2001: Niebezpieczne dziecko (Dangerous Child, TV) jako Jack Cambridge
- 2002: Wybrańcy obcych (Taken) jako Sam Crawford
- 2002: Halloween: Resurrection jako Myles Berman
- 2002: Światło wieczne (A Ring of Endless Light, TV) jako Adam Eddington
- 2003: Wir (Spin) jako Eddie Haley
- 2005: Źrebak (The Colt, TV) jako Jim Rabb
- 2005: The Ring 2 (The Ring Two) jako Jake
- 2006: Oszukać przeznaczenie 3 (Final Destination 3) jako Kevin Fischer
- 2007: Ostatni mecz (Home of the Giants) jako Matt
- 2008: Backwoods (TV) jako Adam Benson
- 2009: Wild Cherry jako Stanford
- 2010: Elevator Girl (TV) jako Jonathan MacIntyre
- 2010: W imię brata (The 5th Quarter) jako Jon Abbate
- 2011: Shooting for Something Else (film krótkometrażowy) jako Vince
- 2011: Tomorrow’s End jako Vince
- 2011: My Hometown (wideo) jako Rich Dickson
- 2013: 42 – Prawdziwa historia amerykańskiej legendy jako Dixie Walker

### Seriale telewizyjne
- 1993-1995: The Mommies jako Blake Kellogg
- 1995: Klient (The Client) jako Jeff Dietrich
- 1996-2000: Kameleon (The Pretender) jako młody Jarod
- 2001: Dotyk anioła (Touched by an Angel) jako Jason Harris
- 2002: Wybrańcy obcych (Taken) jako Sam Crawford
- 2003: Veritas (Veritas: The Quest) jako Nikko Zond
- 2004: Tajemnice Smallville (Smallville) jako Jason Dante
- 2008: Czas Komanczów (Comanche Moon) jako Jake Spoon
- 2010-2014: Słodkie kłamstewka (Pretty Little Liars) jako Ian Thomas
- 2012: Hawaii Five-0 jako Dennis Mack
- 2014: Gracze (Ballers) jako chłopiec bractwa